# La dactylo se marie
Série
Dactylo
(1931)
Pour plus de détails, voir Fiche technique et Distribution.
La dactylo se marie est un film franco-allemand réalisé par Joe May et René Pujol, sorti en 1934. 
C'est la suite de Dactylo, tourné en 1931 par Wilhelm Thiele avec les mêmes acteurs principaux, Marie Glory, Jean Murat et Armand Bernard.

## Fiche technique
- Titre : La dactylo se marie
- Réalisation : Joe May et René Pujol
- Scénario : René Pujol (scénario), Joe May (histoire) et Franz Schulz (histoire)
- Décors : Davy et Max Heilbronner
- Photographie : Franz Planer
- Son : Carl S. Liverman
- Musique : Paul Abraham
- Société de production : Les Productions Milo Film
- Pays de production : France, Troisième Reich
- Format : Noir et blanc - 1,37:1 - Mono - 35 mm
- Genre : Comédie
- Durée : 85 minutes
- Date de sortie : 
  - France : 18 mai 1934

## Distribution
- Marie Glory : Simone
- Jean Murat : Paul Derval
- Armand Bernard : Jules Fanfarel
- Mady Berry : Thérèse
- André Berley : Bloch
- Marcel Maupi : le chauffeur
- Pierre Palau (crédité Palau)
- Raymond Rognoni : Gaillard (crédité Rognoni)
- Léon Larive : le maître d'hôtel
- Pierre Huchet : le commissaire
- Nichette Yvon
- Teddy Dargy
- Lucien Pardies
- Andrée Dorns